# Anders Ångström (fysiker)
 Der er flere personer med dette navn, se Anders Ångström.
Anders Jonas Ångström (født 13. august 1814 ved Lögdö i Medelpad, død 21. juni 1874 i Uppsala) var en svensk fysiker, far til Knut Ångström.
Ångström blev student i Uppsala 1833, Dr. phil. 1839, samme år docent i fysik ved universitetet, 1843 astronomisk observator i Uppsala, 1858 professor i fysik sammesteds. Han vandt snart et betydeligt navn som fysiker og blev blandt andet medlem af "Akademie der Wissenschaften" i Berlin (1867), Royal Society i London (1870), Videnskabernes Selskab i København (1873) og Akademiet i Paris (1873). Af Royal Society fik han 1872 den Rumfordske medalje, som ikke tidligere var given til nogen svensker.
Af Ångströms mange arbejder er det især hans undersøgelser over varmeledning og spektralanalyse, der har gjort ham berømt. Man havde vel tidligere haft gode metoder til at sammenligne forskellige stoffers, især metallers, varmeledningsevne, og Joseph Fourier og andre havde bragt varmeledningens matematiske teori til en høj grad af fuldkommenhed, men Ångström var den første, der (1861) uddannede og anvendte en brugbar metode til bestemmelse af et stofs absolutte ledningsevne. Han havde allerede i 1851 skrevet en vigtig afhandling, Mémoire sur la temperature de la terre à differentes profondeurs à Upsal, hvori han bearbejdede resultaterne af en flerårig række iagttagelser over termometre, der var anbragte i forskellige dybder i Jorden.
Herved har han vistnok fået tanken til de forsøg over metallers varmeledningsevne, som han udførte 10 år efter. Ved disse opvarmede og afkølede han skiftevis en metalstangs ene ende, hvorved der frembragtes en række temperaturforandringer i stangens forskellige dele, en slags varmebølger, der skred frem på Iignende de måde som de varmebølger, der under årstidernes skiften vandrer ned i Jorden fra dens overflade. Ved at iagttage stangens temperatur på forskellige steder kunne han måle den hastighed, hvormed varmebølgerne skred frem, og heraf beregne varmeledningsevnen. Skønt denne metode kræver temmelig vanskelige beregninger, er den, i mere eller mindre ændret form, siden bleven den mest almindelige anvendte.
Endnu vigtigere er Ångströms spektroskopiske arbejder. 1853 indleverede han til Akademiet i Stockholm sine "optiska undesökningar", et skrift, der først ret gjorde ham kendt i udlandet. Han gav her ny bidrag til forståelsen af den elektriske gnists spektrum og udtalte den siden så berømte lov, at et legeme i glødende tilstand udsender netop de arter af lysstråler, som det ved almindelig temperatur indsuger. Det var i anledning af denne sætning, at Edward Sabine ved valget af Ångström til medlem af Royal Society udtalte, at den nævnte afhandling indeholder grundlaget for næsten alt det, der siden var blevet udført i spektralanalysen. Det blev dog ikke Ångström, men Gustav Kirchhoff, der senere skulle give den ovennævnte lov en fuldendt form og grunde spektralanalysen på den.
Straks efter Kirchhoffs store opdagelse begyndte Ångström på en række arbejder over solspektret, der kan betragtes som forarbejder til hans berømteste værk: Recherches sur le Spectre solaire med atlas, Upsala 1868. Heri giver han resultaterne af sine ypperlige målinger af bølgelængderne for de fraunhoferske linjer i det synlige solspektrum. Disse bølgelængder blev i mere end et kvart århundrede brugt som grundlaget ved næsten alle spektroskopiske målinger. Hans arbejder over metallernes spektre fortsattes efter hans død af hans medarbejder Robert Thalén. Af hans andre arbejder kan nævnes magnetiske iagttagelser i Tyskland, Frankrig og på en mængde steder i Sverige, samt et mindre antal astronomisk afhandling. Han havde altid fuldt op af ny arbejder og planer, og det var midt i hans fulde virksomhed, at døden bortrev ham.